# Giải quần vợt Wimbledon 2018 - Đôi xe lăn quad
Andrew Lapthorne và David Wagner thắng trận chung kết trước Dylan Alcott và Lucas Sithole, 6–2, 6–3.

## Hạt giống
1. Andrew Lapthorne /  David Wagner (Vô địch)
2. Dylan Alcott /  Lucas Sithole (Chung kết)

## Kết quả

### Từ viết tắt
| - Q = Vòng loại - WC = Đặc cách - LL = Thua cuộc may mắn - Alt = Thay thế - SE = Miễn đặc biệt | - PR = Bảo toàn thứ hạng - w/o = Thắng nhờ đối thủ rút lui trước trận đấu - r = Bỏ cuộc giữa trận đấu - d = Bị xử thua - SR = Xếp hạng đặc biệt |

|  | Chung kết |                               |   |   |  |  |
|  |           |                               |   |   |  |  |
|  | 1         | Andrew Lapthorne David Wagner | 6 | 6 |  |  |
|  | 1         | Andrew Lapthorne David Wagner | 6 | 6 |  |  |
|  | 2         | Dylan Alcott Lucas Sithole    | 2 | 3 |  |  |